# Ковачевац (Младеновац)
Ковачевац је насеље у општини Младеновац у Граду Београду. Према попису из 2022. било је 3838 становника (према попису из 1991. било је 4693 становника). По резултатима пописа из 2011. Ковачевац има 4208 становника.

## Географија
Ковачевац је највеће насеље општине Младеновац. Налази се на петом километру југоисточно од Младеновца, на пута Младеновац-Смедерево. Атар насеља је на благо заталасаној површи од шуме Маковице па до реке Велики Луг. Долином реке пролази железничка пруга Београд-Ниш и пут Младеновац-Смедеревска Паланка.
Насеље односно његов атар, граничи се са источне стране атаром Кусатка, са североисточне атаром Велике Крсне, са севера атаром Дубоне, са западне стране атаром Влашке, села Младеновца и Граница, а са јужне су атари вароши Младеновца, Међулужја и Јагњила. Атар села се простире на површини од 3348 хектара и 23 ара, а од тога је обрадиво 2834 хектара, па је по величини атара друго село у општини Младеновац док је по броју становника на првом месту.
Овде се налазе ОШ „Живомир Савковић”, Железничка станица Ковачевац и Црква Светог Николаја.

## Историја
Ковачевац се налази у непосредној близини Младеновца. Ковачевац са засеоком Границама чинило једну општину, и по попису из 1921. године имао је 671 кућу са 4048 становника.
За ранија времена немамо писаних података о овоме. Помиње се тек у арачким списковима из првих десетина 19. века и имао је 1818. г. 63, а 1822. г. 83 куће. Године 1846. је било 113 кућа.
По предању Ковачевац је млађе насеље од суседног Кусатка. Предање вели да су Маринковићи, који су становали у Кусатку. Кнежевићи и Карићи дошли пре устанка, имали у Лашевцу кованлуке, и ту се преселили основали Ковачевац. После њих су се доселили Арамбашићи, чији је предак дошао са Косова, служио код Маринковића и примио њихову славу. У исто време су дошли Гргићи (Грчка фамилија) такође са Косова. Остале су породице после њих долазиле из разних крајева: Соскићи, Станковићи, Антонијевићи итд. (подаци крајем 1921. године).

Територија села је увек била примамљива за насељавање становништва кроз историју због плодног земљишта, благо заталасаног терена, погодне климе, постојања природних извора пијаће воде, квалитетне шумске грађе, терена погодни за сакривање од потера и зулумћара, лаке комуникација са околином и др. Материјални докази о човековом живљењу на овим просторима нађени су на више локалитета у Ковачевцу:
- Камена секира из средњег бронзаног доба од пре 1500-1300 година пре нове ере, нађена у Маковици.
- Римско насеље у Ливадици (грађевина 30 пута 40 метара, низ мањих грађевина, већа количина сиве и црвене керамике, крстаста фибула, фрагменти ланчића, перли, пршљеници, обрађено и аморфно олово, новац Гордијанов и Клаудија Готског и владара прве половине четвртог века. Насеље нестаје после продора Гота у петом веку.
- Римско насеље на Караулама.
- Римско пољско насеље на Савиним стублинама.
- Трагови словенског насеља на Дивичмеђи.

## Демографија
У насељу Ковачевац живи 3512 пунолетних становника, а просечна старост становништва износи 40,3 година (39,8 код мушкараца и 40,8 код жена). У насељу има 1221 домаћинство, а просечан број чланова по домаћинству је 3,56.
Ово насеље је у великим делом насељено Србима (према попису из 2002. године).
|  |

| Демографија | Демографија | Демографија |
| Година      | Становника  | Становника  |
| ----------- | ----------- | ----------- |
| 1948.       | 4.379       |             |
| 1953.       | 4.637       |             |
| 1961.       | 5.039       |             |
| 1971.       | 4.518       |             |
| 1981.       | 4.506       |             |
| 1991.       | 4.693       | 4.661       |
| 2002.       | 4.349       | 4.441       |

| Етнички састав према попису из 2002.‍ | Етнички састав према попису из 2002.‍ | Етнички састав према попису из 2002.‍ | Етнички састав према попису из 2002.‍ | Етнички састав према попису из 2002.‍ |
| ------------------------------------ | ------------------------------------ | ------------------------------------ | ------------------------------------ | ------------------------------------ |
|                                      |                                      |                                      |                                      |                                      |
| Срби                                 | Срби                                 |                                      | 4.306                                | 99,01%                               |
| Југословени                          | Југословени                          |                                      | 6                                    | 0,13%                                |
| Црногорци                            | Црногорци                            |                                      | 5                                    | 0,11%                                |
| Македонци                            | Македонци                            |                                      | 5                                    | 0,11%                                |
| Хрвати                               | Хрвати                               |                                      | 2                                    | 0,04%                                |
| Роми                                 | Роми                                 |                                      | 2                                    | 0,04%                                |
| Руси                                 | Руси                                 |                                      | 1                                    | 0,02%                                |
| Муслимани                            | Муслимани                            |                                      | 1                                    | 0,02%                                |
| Бугари                               | Бугари                               |                                      | 1                                    | 0,02%                                |
| непознато                            | непознато                            |                                      | 5                                    | 0,11%                                |

| \| \| м \| \| \| ж \| \| ? \| 2 \| \| \| 3 \| \| 80+ \| 22 \| \| \| 60 \| \| 75—79 \| 59 \| \| \| 76 \| \| 70—74 \| 117 \| \| \| 157 \| \| 65—69 \| 114 \| \| \| 131 \| \| 60—64 \| 117 \| \| \| 104 \| \| 55—59 \| 90 \| \| \| 94 \| \| 50—54 \| 184 \| \| \| 135 \| \| 45—49 \| 246 \| \| \| 217 \| \| 40—44 \| 180 \| \| \| 177 \| \| 35—39 \| 126 \| \| \| 128 \| \| 30—34 \| 111 \| \| \| 120 \| \| 25—29 \| 140 \| \| \| 139 \| \| 20—24 \| 171 \| \| \| 167 \| \| 15—19 \| 161 \| \| \| 165 \| \| 10—14 \| 131 \| \| \| 110 \| \| 5—9 \| 89 \| \| \| 116 \| \| 0—4 \| 90 \| \| \| 100 \| \| Просек : \| 39,8 \| \| \| 40,8 \| |      |  |  |      |
| |      |  |  |      |
| | м    |  |  | ж    |
| ? | 2    |  |  | 3    |
| 80+ | 22   |  |  | 60   |
| 75—79 | 59   |  |  | 76   |
| 70—74 | 117  |  |  | 157  |
| 65—69 | 114  |  |  | 131  |
| 60—64 | 117  |  |  | 104  |
| 55—59 | 90   |  |  | 94   |
| 50—54 | 184  |  |  | 135  |
| 45—49 | 246  |  |  | 217  |
| 40—44 | 180  |  |  | 177  |
| 35—39 | 126  |  |  | 128  |
| 30—34 | 111  |  |  | 120  |
| 25—29 | 140  |  |  | 139  |
| 20—24 | 171  |  |  | 167  |
| 15—19 | 161  |  |  | 165  |
| 10—14 | 131  |  |  | 110  |
| 5—9 | 89   |  |  | 116  |
| 0—4 | 90   |  |  | 100  |
| Просек : | 39,8 |  |  | 40,8 |

| Година пописа     | 1948. | 1953. | 1961. | 1971. | 1981. | 1991. | 2002. |
| ----------------- | ----- | ----- | ----- | ----- | ----- | ----- | ----- |
| Број домаћинстава | 876   | 962   | 1.149 | 1.101 | 1.160 | 1.220 | 1.221 |

| Број чланова      | 1   | 2   | 3   | 4   | 5   | 6   | 7  | 8  | 9 | 10 и више | Просек |
| ----------------- | --- | --- | --- | --- | --- | --- | -- | -- | - | --------- | ------ |
| Број домаћинстава | 198 | 207 | 200 | 248 | 162 | 140 | 46 | 13 | 5 | 2         | 3,56   |

| Пол    | Укупно | Неожењен/Неудата | Ожењен/Удата | Удовац/Удовица | Разведен/Разведена | Непознато |
| ------ | ------ | ---------------- | ------------ | -------------- | ------------------ | --------- |
| Мушки  | 1.840  | 547              | 1.138        | 101            | 52                 | 2         |
| Женски | 1.873  | 368              | 1.150        | 303            | 51                 | 1         |
| УКУПНО | 3.713  | 915              | 2.288        | 404            | 103                | 3         |

| Пол    | Укупно                    | Пољопривреда, лов и шумарство | Рибарство                            | Вађење руде и камена | Прерађивачка индустрија       |
| ------ | ------------------------- | ----------------------------- | ------------------------------------ | -------------------- | ----------------------------- |
| Мушки  | 1.042                     | 173                           | 0                                    | 2                    | 533                           |
| Женски | 602                       | 149                           | 0                                    | 0                    | 184                           |
| Укупно | 1.644                     | 322                           | 0                                    | 2                    | 717                           |
|        |                           |                               |                                      |                      |                               |
| Пол    | Производња и снабдевање   | Грађевинарство                | Трговина                             | Хотели и ресторани   | Саобраћај, складиштење и везе |
| Мушки  | 42                        | 28                            | 40                                   | 5                    | 122                           |
| Женски | 7                         | 3                             | 56                                   | 8                    | 31                            |
| Укупно | 49                        | 31                            | 96                                   | 13                   | 153                           |
|        |                           |                               |                                      |                      |                               |
| Пол    | Финансијско посредовање   | Некретнине                    | Државна управа и одбрана             | Образовање           | Здравствени и социјални рад   |
| Мушки  | 1                         | 10                            | 34                                   | 13                   | 22                            |
| Женски | 3                         | 12                            | 7                                    | 30                   | 103                           |
| Укупно | 4                         | 22                            | 41                                   | 43                   | 125                           |
|        |                           |                               |                                      |                      |                               |
| Пол    | Остале услужне активности | Приватна домаћинства          | Екстериторијалне организације и тела | Непознато            | Непознато                     |
| Мушки  | 9                         | 0                             | 0                                    | 8                    | 8                             |
| Женски | 7                         | 1                             | 0                                    | 1                    | 1                             |
| Укупно | 16                        | 1                             | 0                                    | 9                    | 9                             |